# Basttjärnen (Floda socken, Dalarna, 671385-144373)
Basttjärnen är en sjö i Gagnefs kommun i Dalarna och ingår i Dalälvens huvudavrinningsområde.